# Sunisa Lee
Sunisa Lee est une gymnaste américaine, née le 9 mars 2003 à Saint Paul dans le Minnesota. Elle devient championne olympique du concours général de gymnastique artistique en 2021 à Tokyo.

## Biographie
Sunisa Lee est issue de la communauté Hmong d'Amérique et commence la gymnastique alors qu'elle a six ans.
Sunisa Lee concourt dans la division espoir en 2014 et devient une élite junior en 2016. En 2017, elle fait ses débuts internationaux à la Gymnix International Junior Cup, où les États-Unis remportent la médaille d'or dans la compétition par équipe et où Lee remporte la médaille d'argent aux barres asymétriques. En mai 2017, elle entre à l'Université d'Auburn grâce à une bourse d'études en gymnastique.
Sunisa Lee est sélectionnée dans l'équipe pour participer aux championnats de gymnastique du bassin du Pacifique 2018 et remporte la médaille d’or avec l’équipe américaine en finale par équipes et la médaille d’argent au saut de cheval, à la poutre et aux exercices au sol tout en terminant quatrième du concours général. Elle participe en junior aux Championnats nationaux américains 2018 à Boston et remporte la médaille de bronze au concours général derrière Wong et DiCello avec une médaille d'or aux barres asymétriques.
En février 2019, elle commence sa carrière senior à l'âge de 16 ans en participant au trophée de la ville de Jesolo où elle totalise 5 médailles dont trois titres : concours général individuel, concours général par équipe et barres asymétriques. 
Sunisa Lee est désignée comme l’une des huit athlètes présélectionnées pour l’équipe lors des Jeux panaméricains de 2019 sans finalement être retenue. Aux Championnats nationaux américains 2019 dominée par Simone Biles, elle décroche la médaille d'argent au concours général mais s'impose aux barres asymétriques ; elle monte également sur le podium à la troisième marche sur l'agrès du sol.
Elle intègre l'équipe américaine pour participer aux championnats du monde 2019 à Stuttgart aux côtés de Simone Biles, Kara Eaker, Grace McCallum, Jade Carey (avec également MyKayla Skinner en remplaçante). L'équipe américaine conserve son titre avec l'apport des points de Lee aux barres (2e meilleure performance), au sol (3e meilleure performance) et à la poutre mais pas en saut de cheval. Au concours individuel, elle termine 8e tout en ayant fait la deuxième meilleure prestation au sol mais en ayant chuté sur son agrès favori des barres. Lee monte deux fois sur le podium pour la compétition par agrès avec une médaille d'argent au sol avec un score de 14.133, un point derrière sa compatriote Biles et elle décroche le bronze aux barres asymétriques malgré une combinaison sans faute.
Sunisa décroche l'or au concours général individuel des Jeux olympiques d'été de 2020.
En 2021 elle participe à la 30e saison de l'émission américaine Dancing with the stars. Elle est éliminée aux portes de la finale, et la saison est remportée par Iman Shumpert.
Elle remporte la médaille d'or du concours général par équipes des Jeux olympiques d'été de 2024 à Paris ainsi que deux médailles de bronze au concours général individuel, et aux barres asymétriques. 

## Palmarès

### Jeux olympiques
- Paris 2024 :
  -  médaille d'or au concours général par équipes ;
  -  médaille de bronze au concours général individuel ;
  -  médaille de bronze aux barres asymétriques.
- Tokyo 2020 (2021)[13] :
  -  médaille d'or au concours général individuel ;
  -  médaille d'argent au concours général par équipes ;
  -  médaille de bronze aux barres asymétriques.

### Championnats du monde
- Stuttgart 2019
  -  médaille d'or au concours général par équipes
  -  médaille d'argent au sol
  -  médaille de bronze aux barres asymétriques